# مشيرة أحمد
مشيرة أحمد (23 أغسطس 1975 -)، ممثلة مصرية. بدأت حياتها الفنية بعام 2002.

## أعمالها
- 1. عصافير النيل.
- 2. مملكة الجبل.
- 3. الحارة.
- 4. دكتور سيلكون.
- 5. لحظات حرجة.
- 6. عمارة يعقوبيان.
- 7. حارة العوانس.
- 8. إضحك قبل الضحك مايغلي.
- 9. الجائزة الأولى.
- 10. رجل الأقدار.

## روابط خارجية
- مشيرة أحمد على موقع الدهليز
- مشيرة أحمد على موقع قاعدة بيانات الأفلام العربية